# KhPZ's Komintern(xe kéo pháo)
KhPZ's Komintern là tên một loại xe kéo pháo của lực lượng quân đội Xô-Viết trong thế chiến II.Komintern được lắp ráp dựa trên khung tăng T-12(sản xuất được 50 chiếc kể từ năm 1943) và T-24(sản xuất được 2000 chiếc kể từ năm 1935-1941).Nó được trang bị bộ động cơ 131-hp.Phiên bản xe kéo này không được trang bị vũ khí phụ chống bộ binh.Phần xích Komintern được lắp ráp giống như đa phần xe tải háp-trắc.Komintern sử dụng hệ thống treo của tăng T-24.Có tổng cộng khoảng 230 chiếc được sản xuất tại nhà máy xe kéo Stalingrad(Stalingrad Tractor Factory)